# Stade Franz-Fekete
Le Stade Franz-Fekete est un stade de football situé à Kapfenberg en Autriche dont le club résident est le Kapfenberger SV. Le stade dispose d'une capacité de 12 000 places.

## Histoire
Le 1er match joué par le Kapfenberger SV dans le nouveau stade a lieu contre l'Austria Vienne, le 10 septembre 1950 devant 10 000 spectateurs (victoire 8-1 de l'Austria).

## Événements
- Finale de la Supercoupe d'Autriche en 1994, 1995 et 1996